# Ocell de tempesta de Monteiro
L'ocell de tempesta de Monteiro (Hydrobates monteiroi) és un ocell marí de la família dels hidrobàtids (Hydrobatidae), d'hàbits pelàgics, que cria -durant l'estiu- a dos illots propers a l'illa de la Graciosa, a les Açores, i es dispersa pel voltant.